# Condensado de quarks cima
En física de partículas, la teoría del condensado de quarks cima es una alternativa al modelo estándar en la cual un campo escalar de Higgs es reemplazo por un campo compuesto de quarks cima y sus antiquark. Están unidos por una interacción de cuatro fermiones, análoga al par de Cooper en un superconductor BCS y a nucleones en el modelo de Nambu-Jona-Lasinio. El quark cima condensa porque su masa medida es de aproximadamente 173 GeV (comparable con la escala electrodébil), y por tanto su acoplamiento Yukawa es de unidad de orden, dando paso a la posibilidad de una dinámica de acoplamientos fuertes.

## Contenido de materia relevante
En la teoría de representación de grupo, un quark ese describe por un spinor de Dirac, que puede entenderse como un par de spinors de Weyl describiendo los quarks de izquierdas (helicidad negativa) y los de derecha (helicidad positiva).
Los campos relevantes formando el condensado de quarks son
- Los quarks cima, perteneciendo a la representación {\displaystyle (3,2)_{1 \over 6}};
- Los antiquarks cima de izquierdas perteneciendo a la representación {\displaystyle ({\bar {3}},1)_{-{2 \over 3}}}.

En estos grupos, el número de la izquierda se refiere a SU(3) de la cromodinámica cuántica, donde el segundo denota la representación bajo SU(2). El subíndice nombra la hipercarga.
Los quarks y antiquark cima forman un estado ligado descrito por un campo compuesto escalar {\displaystyle (1,2)_{-{1 \over 2}}}, el cual forma un condensado fermiónico, que en consecuencia rompe la simetría electrodébil y la simetría de hipercarga en el electromagnetismo.

## Historia
Este modelo predice como la escala electrodébil puede encajar con la masa de los quarks cima. La idea fue descrita por primera vez por Yoichiro Nambu en una serie de conferencias y luego dilucidadas por Vladimir Miransky, Masaharu Tanabashi, y Koichi Yamawaki en su papel de 1989 Is the t Quark Responsible for the Mass of W and Z Bosons? (enlace roto disponible en Internet Archive; véase el historial, la primera versión y la última)., en la cual intentaron establecer los parámetros tal que la interacción de cuatro fermiones tuviera un punto fijo ultravioleta. Un año más tarde se desarrolló en un ámbito más predictivo, basado en la renormalización de grupo, por William A. Bardeen, Christopher T. Hill, y Manfred Lindner en el artículo Minimal Dynamical Symmetry Breaking of the Standard Model en el cual los autores no intentaros hacer que la teoría fuese renormalizable. El condensado de quarks cima está basado esencialmente en el quasi-punto fijo infrarrojo" para los acoplamientos de quarks cima de Higgs-Yukawa, propuesto en 1981 pir Hill en el papel Quark and Lepton Masses from Renormalization Group Fixed Points.
En 1991, Anna Hasenfratz y Peter Hasenfratz et al. propusieron que el modelo es aproximadamente equivalente a un campo escalar fundamental de Higgs. Esta equivalencia es exacta en el límite de un gran número de colores. Sin embargo, incluso para un número finito de colores, se propuso que las predicciones no podían derivarse de un condensado de quarks cima (si el corte de la escala es alto). Esto, sin embargo, produce una noción bizarrade la composición física, en el cual el estado ligado puede desacoplarse de sus constituyentes cerca de la escala de composición por los efectos de los operadores relevantes superfuertes. 

## Generalizaciones
La condensación cima surge naturalmente en los modelos Topcolor, que son extensiones del modelo estándar en analogía a la cromodinámcia cuántica. Para ser natural, sin un excesivo ajuste fino (por ejemplo, para estabilizar las masas de Higgs a partir de unas grandes correcciones radioactivas), la teoría requiere una nueva física en una escala relativa de baja energía. Poniendo la nueva física a 10 TeV, por ejemplo, el modelo predice que los quarks cima deben ser algo más pesado que lo observado (sobre unos 600 GeV vs. 171 GeV). Los modelos "Top Seesaw" que también están basados en el Topcolor, no tienen esta dificultad. Estas teorías serán comprobadas en el LHC.